# Douglas Baggio
Douglas Baggio de Oliveira Costa, mais conhecido como Douglas Baggio (Jaboatão dos Guararapes, 2 de fevereiro de 1995), é um futebolista brasileiro que atua como atacante. Atualmente joga pelo CRB.
O atacante tem esse nome em referência ao jogador italiano Roberto Baggio que ficou mundialmente conhecido após perder um pênalti na final da Copa do Mundo de 1994 que acabou consagrando o Brasil campeão mundial pela quarta vez. Douglas revelou que seu pai havia prometido a sua mãe que se o jogador perdesse a cobrança, o filho dele iria receber do sobrenome do craque.

## Carreira

### Início
Douglas Baggio começou sua carreira em 2009 nas categorias de base do Santa Cruz, quando defendia o time pernambucano acabou perdendo um pênalti em uma final contra o Sport, pelo Campeonato Pernambucano da categoria infantil, e o Leão da Ilha do Retiro foi campeão ao vencer por 5 a 4. Em 2010 chegou ao CFZ do Rio de Janeiro, como o clube tinha uma parceria com o Flamengo acabou no mesmo ano se transferindo para o Rubro-Negro.

### Flamengo
Chegou em 2010 as categorias de base do Flamengo. Em 2012 disputou seis competições em que duas foi artilheiro, no mesmo ano chamou a atenção de muitos ao marcar 72 gols pela base em 57 jogos. No mesmo ano chegou a treinar no time principal sob o comando de Joel Santana.
No seguinte disputou sua primeira Copinha, onde marcou apenas dois gols que foram feitos na goleada por 7 a 0 diante do Santos-AP. Em 2014 marcou novamente apenas dois gols na Copinha, um deles foi importante na vitória por 1 a 0 diante do Mirassol que garantiu que o Flamengo passasse para as quartas de final daquele ano. Ainda em 2014 realizou seu primeiro jogo como profissional pelo Flamengo no empate por 2 a 2 diante do Bangu em partida válida pelo Campeonato Carioca.
Mas em 2015, Douglas foi um dos destaques do time Rubro-Negro na Copa São Paulo daquele ano. Logo na estreia do time carioca na competição, Baggio marcou logo dois gols (sendo um deles de letra) na goleada por 4 a 1 diante do Sampaio Corrêa. Marcou novamente dois gols na goleada por 5 a 0 diante do Vilhena. Diante do Taboão da Serra marcou novamente outro gol de letra na vitória por 3 a 0.
Novamente teve outra chance no time profissional do Flamengo sob o comando de Vanderlei Luxemburgo, Douglas entrou no segundo tempo em um amistoso realizado contra o Nacional do Uruguai, jogo que marcou a despedida do ídolo Léo Moura. Na ocasião o Rubro-Negro venceu a partida por 2 a 0. Após ter se destacado no amistoso, Douglas e mais três foram inscritos no Campeonato Carioca.
Ainda em 2015 muitos clubes do Brasil o queriam por empréstimo, o clube que mais tentou foi o Santa Cruz, mas o negócio não andou e ele continuou na Gávea. No mesmo ano Douglas Baggio marcou seu primeiro gol pelo profissional em outubro num amistoso disputado contra a Desportiva Ferroviária, após um passe feito por Gabriel o atacante mostrou categoria pra finalizar e marcar seu primeiro gol profissionalmente. O Rubro-Negro carioca venceu o amistoso por 4 a 0.

### Luverdense
Sem chances no Flamengo, em 23 de fevereiro de 2016, Douglas Baggio foi emprestado ao Luverdense para disputar o Estadual, a Copa Verde e a Série B.

### Ceará
Em 22 de dezembro de 2016, foi emprestado ao Ceará até o fim de 2017, participou de 5 partidas do clube no Campeonato Cearense de 2017. Sem espaço no Ceará, Douglas Baggio foi devolvido ao Flamengo.

### Retorno ao Luverdense
Em 24 de março de 2017, foi novamente emprestado, ao Luverdense, até o final de 2017.

### Santo Andre
No dia 28 de novembro de 2019, foi anunciado pelo Santo André, para a temporada de 2020.

### Goiás
No dia 06 de Agosto de 2020, foi anunciado pelo Goiás como novo jogador para a disputa do Brasileirão Série A.

## Estatísticas
Até 17 de novembro de 2019.

### Clubes
| Clube             | Temporada         | Campeonato nacional | Campeonato nacional | Campeonato nacional | Copa nacional[a] | Copa nacional[a] | Copa nacional[a] | Competições continentais[b] | Competições continentais[b] | Competições continentais[b] | Outros torneios[c] | Outros torneios[c] | Outros torneios[c] | Total | Total | Total   |
| Clube             | Temporada         | Jogos               | Gols                | Assist.             | Jogos            | Gols             | Assist.          | Jogos                       | Gols                        | Assist.                     | Jogos              | Gols               | Assist.            | Jogos | Gols  | Assist. |
| ----------------- | ----------------- | ------------------- | ------------------- | ------------------- | ---------------- | ---------------- | ---------------- | --------------------------- | --------------------------- | --------------------------- | ------------------ | ------------------ | ------------------ | ----- | ----- | ------- |
| Flamengo          | 2014              | —                   | —                   | —                   | —                | —                | —                | —                           | —                           | —                           | 1                  | 0                  | 0                  | 1     | 0     | 0       |
| Flamengo          | 2015              | 0                   | 0                   | 0                   | 0                | 0                | 0                | —                           | —                           | —                           | 3                  | 1                  | 1                  | 3     | 1     | 1       |
| Flamengo          | 2016              | —                   | —                   | —                   | —                | —                | —                | —                           | —                           | —                           | 1                  | 0                  | 0                  | 1     | 0     | 0       |
| Flamengo          | Total             | 0                   | 0                   | 0                   | 0                | 0                | 0                | 0                           | 0                           | 0                           | 5                  | 1                  | 1                  | 5     | 1     | 1       |
| Luverdense        | 2016              | 30                  | 2                   | 1                   | —                | —                | —                | —                           | —                           | —                           | 11                 | 2                  | 1                  | 41    | 4     | 2       |
| Luverdense        | Total             | 30                  | 2                   | 1                   | 0                | 0                | 0                | 0                           | 0                           | 0                           | 11                 | 2                  | 1                  | 41    | 4     | 2       |
| Ceará             | 2017              | —                   | —                   | —                   | 1                | 0                | 0                | —                           | —                           | —                           | 6                  | 1                  | 0                  | 7     | 1     | 0       |
| Ceará             | Total             | 0                   | 0                   | 0                   | 1                | 0                | 0                | 0                           | 0                           | 0                           | 6                  | 1                  | 0                  | 7     | 1     | 0       |
| Luverdense        | 2017              | 28                  | 2                   | 0                   | —                | —                | —                | —                           | —                           | —                           | 6                  | 1                  | 0                  | 34    | 3     | 0       |
| Luverdense        | Total             | 28                  | 2                   | 0                   | 0                | 0                | 0                | 0                           | 0                           | 0                           | 6                  | 1                  | 0                  | 34    | 3     | 0       |
| Mirassol          | 2018              | —                   | —                   | —                   | 0                | 0                | 0                | —                           | —                           | —                           | 9                  | 0                  | 1                  | 9     | 0     | 1       |
| Mirassol          | Total             | —                   | —                   | —                   | 0                | 0                | 0                | —                           | —                           | —                           | 9                  | 0                  | 1                  | 9     | 0     | 1       |
| Boa               | 2018              | 30                  | 3                   | 4                   | —                | —                | —                | —                           | —                           | —                           | —                  | —                  | —                  | 30    | 3     | 4       |
| Boa               | Total             | 30                  | 3                   | 4                   | —                | —                | —                | —                           | —                           | —                           | —                  | —                  | —                  | 30    | 3     | 4       |
| Brasil de Pelotas | 2019              | 6                   | 0                   | 0                   | 1                | 0                | 0                | —                           | —                           | —                           | 8                  | 0                  | 0                  | 15    | 0     | 0       |
| Brasil de Pelotas | Total             | 6                   | 0                   | 0                   | 1                | 0                | 0                | —                           | —                           | —                           | 8                  | 0                  | 0                  | 15    | 0     | 0       |
| Santo André       | 2020              | —                   | —                   | —                   | —                | —                | —                | —                           | —                           | —                           | 0                  | 0                  | 0                  | 0     | 0     | 0       |
| Santo André       | Total             | —                   | —                   | —                   | —                | —                | —                | —                           | —                           | —                           | 0                  | 0                  | 0                  | 0     | 0     | 0       |
| Total na carreira | Total na carreira | 94                  | 7                   | 5                   | 2                | 0                | 0                | 0                           | 0                           | 0                           | 45                 | 5                  | 3                  | 141   | 12    | 8       |

- a. ^ Jogos da Copa do Brasil
- b. ^ Jogos da Copa Sul-Americana
- c. ^ Jogos do Campeonato Carioca, Amistoso, Taça Chico Science, Primeira Liga do Brasil, Campeonato Mato-Grossense, Copa Verde e Campeonato Cearense

## Títulos
Flamengo (Base)
- Campeonato Carioca Sub-20: 2015
- Taça Otávio Pinto Guimarães: 2014
- Campeonato Carioca Sub-17: 2012

Flamengo
- Campeonato Carioca: 2014
- Taça Guanabara: 2014
- Torneio Super Clássicos: 2014, 2015
- Torneio Super Series: 2015

Luverdense
- Copa Verde: 2017
- Campeonato Mato-Grossense: 2016

Ceará
- Campeonato Cearense: 2017[17]

Novorizontino
- Campeonato Paulista do Interior: 2021